# Diddigi, Sindhnur
Diddigi là một làng thuộc tehsil Sindhnur, huyện Raichur, bang Karnataka, Ấn Độ.